# Planck műhold
A Planck (korábbi nevén COBRAS/SAMBA) csillagászati műhold, melyet az ESA épített a mikrohullámú háttérsugárzás a korábbi műholdaknál (COBE, WMAP) pontosabb felmérésére, a Horizon 2000 tudományos program keretében. A műholdat 2009. május 14-én bocsátották fel, a Herschel űrtávcsővel együtt, Ariane–5 hordozórakétával.
A műhold a háttérsugárzás az eddigieknél pontosabb felmérése mellett annak polarizációját is méri. A Szunyajev-Zeldovics effektus segítségével elvégzi a Világegyetem látható részében lévő galaxishalmazok katalogizálását.
Tényleges működését 2009. augusztus 13-án kezdte meg. Ez előtt a műszerek kalibrálását és „finomhangolását” végezték, ami kitűnő eredménnyel zárult.
A műhold méretei: nagyjából 4,2 × 4,2 m
Maga körül percenként egy teljes fordulatot ír le.

## Műszerek
A Planck-távcső fő távcsöve egy ferde tükrű (off-axis) Gregory-rendszer, az elsődleges tükör mérete 1,9 × 1,5 m, rekesze 1,5 m átmérőnek felel meg.
Az 1,1 × 1,0 m méretű másodlagos tükör koncentrálja az összegyűjtött fényt a két tudományos műszerre.
A Planck-műhold két fő műszerrel rendelkezik, ezek a Low Frequency Instrument (LFI, alacsony frekvenciás műszer) és a High Frequency Instrument (HFI, nagyfrekvenciás műszer), amik különböző mikrohullámú frekvenciatartományban tudnak mérni.
- Low Frequency Instrument:  27 GHz - 77 GHz (52 db bolometrikus detektor)
- High Frequency Instrument: 83 GHz - 1 THz (22 db hangolt rádióvevő)

A fedélzetén lévő HFI érzékelőket 0,11 kelvin hőmérsékletre hűtik le, melyek érzékenysége így 2-3 ppm-t ér el. Ez az előző legnagyobb, a WMAP által elért érzékenységnek 10-szerese, feloldóképessége annak háromszorosa. Az LFI érzékelők 20 K-n működnek. Az érzékelt hullámhossz-tartomány: 1 cm és 0,35 mm közötti. Szögfelbontása jobb mint 10 szögperc. A Planck 6 hónaponként feltérképezi a teljes égboltot 9 különböző frekvencián. (a műszerek annyira érzékenyek, mintha a Földről a Holdon lévő nyúl testhőmérsékletét akarnánk megmérni).
A műszerek várhatóan legalább 15 hónapon keresztül folyamatosan működni fognak, 2012 végéig. Az adatok első, előzetes publikációja azonban 2011 januárjában várható.
Az összegyűjtött adatok a Világegyetem keletkezésére, korai időszakára és fejlődésére vonatkozó elméletek helyességének ellenőrzését fogják szolgálni.

## Első eredmények
A Planck az első, az égbolt minden irányára kiterjedő felvételes térképezési munkáját 2009. augusztus 13-án kezdte el. Az év szeptemberében az Európai Űrügynökség nyilvánosságra hozta a Planck First Light Survey, vagyis „Első fény felmérése” cím alatt folytatandó munka kezdeti eredményeit (műszerek stabilitása és azok hosszú időtartamra való kalibrálhatósága). Az eredmény kiválónak bizonyult.
2010. január 15-én a kiküldetést 12 hónappal meghosszabbították, ami azt jelenti, hogy a megfigyelés legalábbis 2011 végéig fog tartani. Az első felmérés (First Survey) 2010. március 24-én sikeresen befejeződött, amit a második All-Sky, vagyis „teljes égbolt” felmérése követi. A munka befejeztét 2010. június 15-re várták, ami most be is fejeződött. A végső eredmény ideiglenes formában 2010 decemberére, teljes formában 2012 végére várható.
Az ég első teljes látszati képét 2010. július 5-én hozták nyilvánosságra.

### A kép részletei
A kilenc frekvencia-sávban felvett, 35 millió pixelből álló kép a világűrt a kozmikus mikrohullámú háttérsugárzással (vörös-barna felület apró, narancs sárgás foltokkal) valamint a Tejútból eredő előtérsugárzással (kék színű felület fehér foltokkal, ahol vízszintesen haladó világos sáv a Tejút oldalsó látszata)  és ami együttesen mutatja a Világegyetem legelső látható állapotát a fénynek első  megjelenése idején. Ezt 380 000 évvel az ősrobbanás utáni időpontra becsülik, ami azonban nem a fotonok megjelenési ideje volt, hanem az az időpont, amikor ezek képessé váltak az ősrobbanásból származó egyéb részecskék masszív gravitációs teréből kiszakadni.

### NASA  közreműködése
NASA, az amerikai űrügynökség jelentős hozzájárulással segíti a Planck kutatómunkáját.
Mivel a Planck fő feladata a világűr ősi állapotának vizuális bemutatása, azoknak a fent említett apró diszkontinuumoknak a felfedezése, amelyeket a galaxisok magjainak tekinthetünk, és amelyeket a mostani galaxisok által nem takart részeiben már látni lehet, de nagy részét a Tejútból és az azon túli galaxisokból eredő fotonáramlás eltakar, a munka csak akkor lesz befejezve, miután az ESA csoport ezen foton források számítógépes eltávolításával az ősi sugárzást lehető legnagyobb teljességében feltárta. Megjegyzendő, hogy a képen látható színek nem valódiak, mert a műszerek által felfogott hullámhosszakat az emberi szem nem tudja érzékelni.
A galaxisokból eredő fátyol eltávolítása az a kétéves munka, ami nélkül minden elmélet csak spekuláció. A munka befejezte 2012 vége felé várható.
A fő számítógépes munkát a NASA által működtetett Franklin szuperszámítógép fogja elvégezni. (National Energy Research Scientific Computing Center, Berkeley, Kalifornia).
Az eltávolított fátyol azonban nem értéktelen. Ennek adatait a galaxisok struktúrájának feltárására fogják felhasználni. A jelentés erről a munkáról az Early Release Compact Source Catalogue („Kompakt források első nyilvános katalógusa”) címmel 2011 januárjában fog megjelenni, amiért az amerikai Planck csoport felelős. A teljes jelentés megjelenésének késedelme tehát szándékos: a műholdat működtető, irányító csoport nagyobb részleteket nem hoz nyilvánosságra saját kiértékelési munkájuk befejezte előtt, nehogy más kutatók helytelen következtetésekre jussanak az adatok teljes ismerete hiányában.
A közreműködésről többet NASA.gov Planck weboldalán, ahol Planckról és annak egyéb munkájáról több kép is megtekinthető.
Planck mission overview Archiválva 2014. június 6-i dátummal a Wayback Machine-ben

## Külső hivatkozások

### Magyar oldalak
- Kereszturi, Ákos: Két nagy űrtávcsövet indít Európa csütörtökön. [Origo] Világűr, 2009. május 14. [2016. március 6-i dátummal az eredetiből archiválva]. (Hozzáférés: 2009. május 14.)

### Külföldi oldalak
- Star formation processes highlighted by Planck 2010-04-26